# ジュズウ
ジュズウ もしくは ジュズ（英: juz, アラビア語: جزء, plural اجزاء ajza, literally means "part"）は、クルアーン（イスラームの聖典）全体を、30に分けた巻。
ペルシア語ではスィーパーレ（sĪpāre）と呼ばれる。
クルアーン読誦の目安として、初期は7つに分けられていたというが、9世紀ごろ、30に分けるようになったという（これがジュズウ）。
1日1巻ずつ、ラマダーン月に信徒が全編を読誦できるようにした配慮ともいわれている。
1〜13巻、15〜16巻、18〜25巻、26〜27巻においては、スーラの途中で別の巻に分けられている場合が見られる。

## 巻の通称
一般信徒も暗唱することが多いといわれる最後の3巻
（巻の最初の単語から名づけられているという）。
- 28 - カド・サミア巻（Qad samiAAa[5]）
- 29 - タバーラカ巻（Tabaraka[6]）
- 30 - アンマ巻（AAamma[7]）

## ヒズブ
ジュズウをさらに半分（60）に分けたのが「ヒズブ もしくは ヘジブ（Hizb）」である。
さらに「ヒズブ」は1/4ずつ（つまり240）に「ルブウ（Rubu'）」という単位で区切られている。
クルアーンには、文様で囲った区切りの印（ルブ・エル・ヒズブ、۞）が入っている。
- ヒズブ - ヒズブの始まり
- ヒズブ/Rub` - ヒズブの1/4
- ヒズブ/Nisf - ヒズブ2/4
- ヒズブ/Thuluth arba` - ヒズブの3/4